# NGC 1724
NGC 1724 bezeichnet im NGC-Katalog viele scheinbar dicht beieinander liegende Sterne im Sternbild Auriga. Der Katalogeintrag geht auf eine Beobachtung des Astronomen George Rümker am 30. April 1864 zurück.